# 달서아트센터
달서아트센터는 대한민국 대구광역시 달서구 장기동에 위치한 대구광역시의 문화예술복합시설이다. 달서구 주민들의 문화 예술 향유 기회 확대 및 건강하고 여유로운 삶을 위해 건설되었다. 실내 / 실외 공연장, 전시장, 수영장 등 다양한 문화예술활동을 지원하고 있다.

## 역사
2001년 4월 10일 건립계획이 수립되었으며, 2002년부터 2004년까지 2년에 걸친 공사 끝에 2004년 10월 4일 개관하였다. 개관 당시의 이름은 '달서첨단문화회관'. 2012년 별관 건립에 착공하였고, 2014년 별관 준공과 동시에 (재)달서문화재단 소속 웃는얼굴아트센터로 새롭게 출범하였다.
그러나 일반적인 명칭으로 인해 인지도가 낮고, 문화예술시설로서의 정체성을 충분히 반영하지 못한다는 지적이 지속되며, 명칭 변경의 필요성이 꾸준히 제기되어 왔다. 결국 2021년 ‘달서아트센터’ 라는 새로운 명칭으로 변경되었고, 현재까지 계속 사용되고 있다.

## 시설[4]

### 층별 시설
본관 1층에는 청룡홀, 수영장, 갤러리 라온, 생활문화센터, 아카데미 사무실이 있으며, 2층에는 강의실, 달서아트센터 사무실, 상임이사실, 문화정책실, 관장실이 위치해 있다. 3층에는 달서 메타버스 체험관, 컴퓨터실, 볼링장 등이 있다.
2014년 새로 준공된 별관 1층에는 와룡홀, 달서갤러리, 달서문화원 원장실이 있으며, 2층에는 상주단체 사무실, 회의실, 향토사료실, 달서문화원 사무실, 강의실이 자리하고 있다.

### 공연장

#### 청룡홀
493㎡ 규모에 460석의 좌석을 갖춘 달성아트센터의 공연장소. 공연장 무대와 객석이 인접해 있어 실감 나는 공연을 즐길 수 있다.
무대 공간이 넓기에 고전극, 현대극, 소규모 오페라, 뮤지컬 등 다양한 장르의 공연이 펼쳐지며, 프로젝터를 활용한 영상 처리 연출도 가능하다.

#### 와룡홀
와룡홀은 독주, 독창, 실내악 등 소규모 클래식 공연 및 연극에 적합한 공간이다. 극장용 음향 시스템은 클래식 및 합창 공연을 지원할 수 있도록 구성되어 있다.

### 전시장

#### 달서 갤러리
센터의 별관 1층에 위치하며, 면적은 389㎡이다. 회화, 입체조형, 공예, 사진, 영상 설치 등 다양한 장르의 기획 및 대관이 가능한 전시장이다. 특히 어린이와 가족 중심의 미술 체험형 전시가 이루어지며, 예술인들과의 활발한 교류가 이루어지는 문화 전시 공간이다.

#### 갤러리 라온
면적 135.1㎡로, 이동형 조명을 통해 보다 자유로운 관람이 가능하다. 2016년에 유휴 공간 운영 활성화를 위한 기획 취지로 설계된 이 공간은 지역 예술인에게 문화적 역량을, 방문객들에게는 문화 감수성을 나누는 기회를 제공한다.

### 달서 메타버스 체험관
미디어와 VR 콘텐츠를 활용하여 독도를 가상으로 체험하고, 달서구의 명소인 도원지(월광수변공원)와 대명 유수지의 자연 생태를 몰입감 있게 경험할 수 있는 공간이다.
체험관에서는 VR을 통한 가상 세계 체험뿐만 아니라, 인터렉티브존, 독도월드게임존, OX 퀴즈존 등 다양한 콘텐츠를 즐길 수 있다.

### 달서아트센터 수영장
아트센터 1층에 자리잡고 있는 달서아트센터의 수영장. 넓고 한적한 공간을 제공하며, 수영장은 투명 유리창을 통해 수영 중에도 바깥 경치를 감상할 수 있어 이용자들에게 좋은 평가를 받고 있다. 주변에는 이곡장미공원이 가까이 있어, 수영 후 산책을 즐기기에도 적합한 장소이다.

## 교통[6]

#### 시내버스
간선 805번과 지선 성서3번이 운영되며, 805번은 하양역, 가톨릭대, 망우공원, 명덕역, 장기초등학교를 경유하고, 성서3번은 매곡, 한국방송통신대학, 학생문화센터, 장기초등학교를 거쳐 달서아트센터에 도착한다.

#### 지하철
용산역에서 장기지구 아파트 방면으로 도보 15분 소요되며, 이곡역 3번 출구에서 도보 20분 거리이다.

#### 자가용
달서아트센터는 성서 IC와 남대구 IC 중간에 위치하며, 주유소 입구로 진입해 접근할 수 있다.

#### 주차장
본관에는 총 86면의 주차 공간이 있으며, 장애인 전용 4면과 버스 전용 4면이 있다. 별관에는 23면이 있으며, 장애인 전용 2면과 여성 전용 1면이 포함되어 있다. 야외주차장에는 109면이 마련되어 있다.